# Пангреческие олимпийские игры
Пангреческие Олимпийские игры — это игры, проведенные в 1859 году по инициативе майора греческой армии Евангелиса Заппаса на стадионе Афин с участием атлетов греческой национальности и собравшие более 20 тысяч зрителей. Затем «Афинские» игры успешно повторились в 1870 году. Игры имели характер спортивного праздника и сыграли важную роль по привлечению внимания к идее возрождения Олимпийских игр.